# Andrássy Lajos
Andrássy Lajos (született: Andrássi Lajos) (Szeged, 1928. december 27. – Szeged, 2007. szeptember 27) ifjúsági vezető, katonatiszt, tömegmozgalmi funkcionárius, kultúrmunkás, népművelő, költő, újságíró, főszerkesztő.

## Életrajza
Apja neve Andrássi Lajos volt (lakatosként változtatta az y-t i-re) nevének írásmódját ő maga változtatta vissza az Andrássy alakra. Munkáscsalád sarja volt, ő maga lakatosként kezdte, majd rendőr, SZIT titkár (ifi és kulturvezető), az 1940-es–50-es évek fordulóján két éven át a Magyar Honvédség kulturális politikai tisztje volt az ország több területén. 1957-től az újraindult Tiszatáj irodalmi folyóirat társszerkesztöje, majd 1961-töl főszerkesztője volt 1970-ig. Közben elkezdte tanulmányait a JATE Bölcsészkarán magyar irodalomszakon. 1970-ben egy gyomorvédő gyógyszer mellèkhatásaként megvakult, így sem tanulmányait, sem irodalmi munkásságát nem tudta folytatni. 1972 óta rokkantnyugdíjas, szemét 5x operálták. 
A szegedi sajtóházban találtuk meg a szerkesztőséget, a folyóirat hangulatát, ízlését harmonikusan visszatükröző környezetben. A ház szomszédságában, egy árnyas parkon túl, a napfényes Tisza-part, a szerkesztőségi szobák falain olajfestmények és grafikák, a folyóirat jubileumi, ünnepi számainak borítói. Vendéglátónk: Andrássy Lajos főszerkesztő. Róla hadd mondjuk el, hogy alig múlt negyven éves, egyszerű munkásgyerekként indult az életben, de hamarosan magával ragadta a felszabadulást követő politikai mozgalmi munka. Ifjúsági vezető, katonatiszt, tömegmozgalmi funkcionárius, kultúrmunkás, népművelő, társszerkesztő és végül a folyóirat főszerkesztője — íme, ez dióhéjban az életútja.  (Dunántúli Napló, 1969. augusztus 10.)
Versei és cikkei a rendszerváltásig rendszeresen jelentek meg hazai és külföldi lapokban.  Több kórusmű szövegét is ő írta.

## Nyomtatásban megjelent kötetei
- Oszlik a köd (versek, Szeged, 1959)
- Nem múló nyugtalanság (versek, 1969)
- Levél a pókhálóban (Versek, 1971)
- Hol voltál akkor szerelem (versek, 1980)
- Bálványok nélkül; Bába, Szeged, 1998 (Tisza hangja)
- Szelídebb szerelemmel. Emlékek útján. Andrássy Lajos válogatott versei; szerk. Andrássy Ilona, Kiss Ernő; Bába, Szeged, 2009

## Kitüntetései
- Magyar Népköztársasági Érdemérem ezüst fokozata (1952)
- KISZ-díj (1960)
- Szeged Város Alkotó Díja (1967)
- Felszabadulási Jubileumi Emlékérem (1970)
- Csongrád Megye Alkotói Díja (1977)